# Elecciones generales de India de 2009

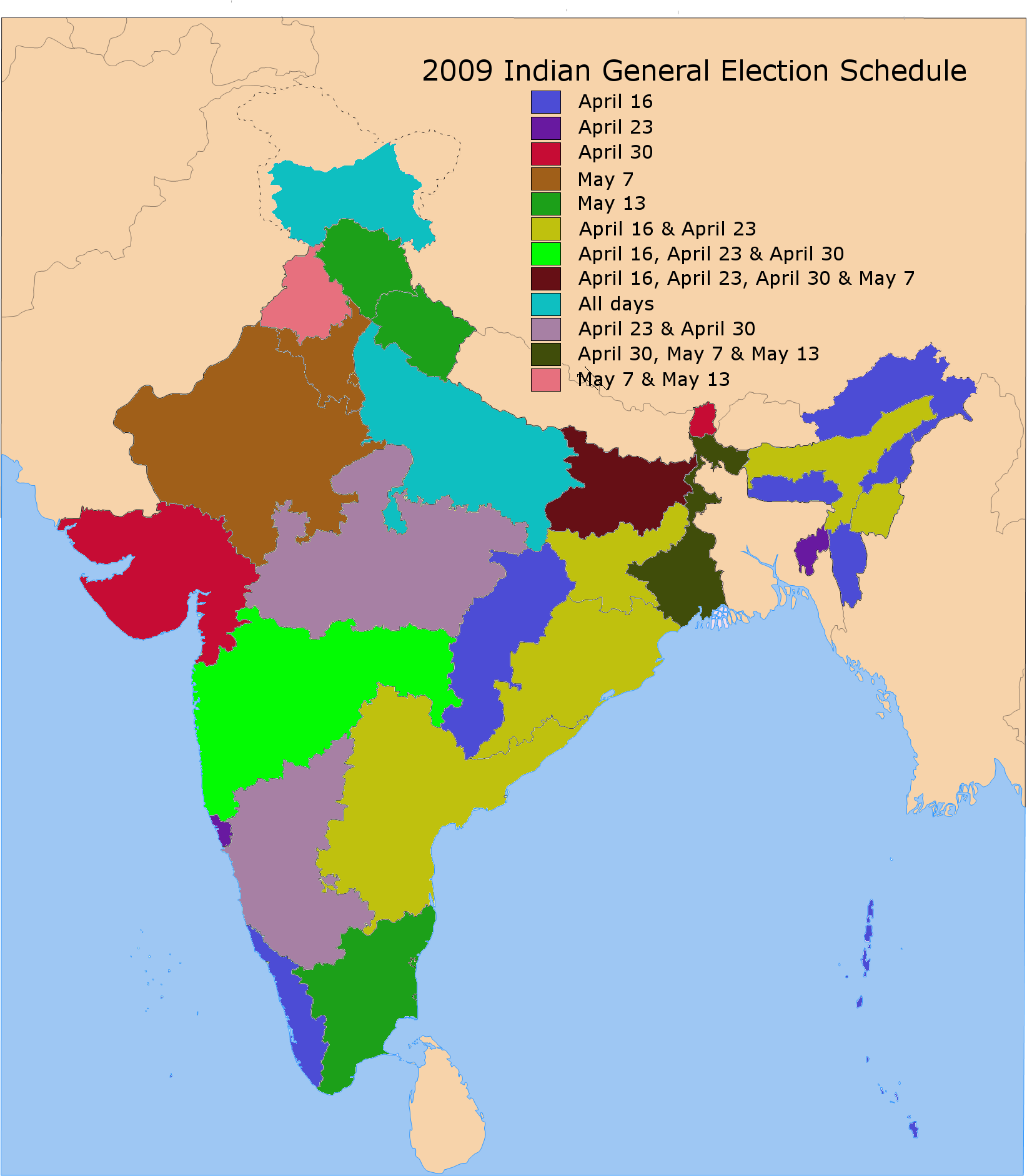
Programación de la elección por estados.

Las elecciones generales en India de 2009 renovaron los 543 escaños del 15.º Lok Sabha. Se realizaron en cinco fases: el 16 de abril, el 22 y 23 de abril, el 30 de abril, el 7 de mayo y el 13 de mayo de 2009. Los resultados de la elección fueron anunciados el 16 de mayo de 2009.
Según la Constitución de India, las elecciones para el Lok Sabha (Cámara Baja) deben realizarse cada cinco años bajo circunstancias normales. Al realizarse las elecciones en 2004, el período del 14.º Lok Sabha expira el 1 de junio de 2009.
Esta elección fue dirigida por la Comisión Electoral de India. Del electorado de 714 millones de votantes (mayor que los electorados de la Unión Europea y de Estados Unidos combinados), hubo un incremento de 43 millones comparado con la elección de 2004. Fue la mayor elección democrática en el mundo hasta las elecciones generales en India de 2014, realizadas desde el 7 de abril de 2014.
Los estados indios de Andhra Pradesh, Orissa y Sikkim también realizaron elecciones para sus respectivas asambleas legislativas.
La Alianza Progresista Unida (UPA) liderada por el Congreso Nacional Indio formó el gobierno después de obtener la mayoría de los escaños basados en resultados sólidos en Andhra Pradesh, Kerala, Maharashtra, Rajasthan, Tamil Nadu, Uttar Pradesh y Bengala Occidental. Manmohan Singh se convirtió en el primer primer ministro desde Jawaharlal Nehru en 1962 en ser reelegido después de completar un mandato completo de cinco años. La UPA logró reunir una cómoda mayoría con el apoyo de 322 miembros de 543 miembros de la Cámara. Aunque esto es menos que los 335 miembros que apoyaron a la UPA en el último parlamento, la UPA por sí sola tenía una pluralidad de más de 260 escaños frente a los 218 escaños del 14.º Lok Sabha. El apoyo externo provino del Partido Bahujan Samaj (BSP), el Partido Samajwadi (SP), Janata Dal (Secular) (JD (S)), Rashtriya Janata Dal (RJD) y otros partidos menores.
El 22 de mayo de 2009, Manmohan Singh prestó juramento como primer ministro en el Salón Ashoka de Rashtrapati Bhavan.

## Coaliciones
Las elecciones generales de 2009 vieron tres principales alianzas nacionales previas a las elecciones. Dada la naturaleza volátil de la política de coalición en India, muchos partidos cambiaron de alianzas antes, durante y después de las elecciones. Las dos coaliciones más grandes, UPA y NDA, habían indicado claramente a sus candidatos a primer ministro durante la campaña para las elecciones. El Tercer Frente anunció repetidamente durante el período de campaña que su candidato a primer ministro solo se decidiría después de que salieran los resultados de las elecciones. En el sistema parlamentario de la India, no se requiere el anuncio de candidatos a primer ministro antes de las elecciones.
La Alianza Progresista Unida (UPA) se formó después de las elecciones generales de 2004 para reunir a los partidos que se aliaron con el Congreso en varios estados o que estaban dispuestos a apoyar un gobierno nacional liderado por el Congreso. Aunque la UPA nunca disfrutó de una clara mayoría por sí sola en el XIV Lok Sabha, logró completar su mandato de cinco años de 2004 a 2009 al obtener el apoyo externo de los partidos de izquierda (CPI (M), CPI, AIFB, RSP), Partido Samajwadi y Partido Bahujan Samaj en diferentes momentos durante este mandato.
Tras la victoria del voto de confianza del gobierno actual en agosto de 2008, una declaración de la presidenta del Congreso Sonia Gandhi provocó especulaciones de que la UPA proyectaría al primer ministro Manmohan Singh como candidato a primer ministro en las próximas elecciones. Mientras que el líder de Dravida Munnetra Kazhagam (DMK) M. Karunanidhi apoyó a Manmohan Singh como candidato al primer ministro, el jefe del Partido del Congreso Nacionalista (NCP), Sharad Pawar, trató de proyectarse a sí mismo como un posible candidato a primer ministro también. El 24 de enero de 2009, Manmohan Singh se sometió a una cirugía de derivación cardíaca en el Instituto de Ciencias Médicas de la India en Nueva Delhi. Después de la cirugía, surgieron especulaciones sobre candidatos alternos a PM tanto dentro del Congreso como entre los socios de la coalición. En un intento por sofocar tales especulaciones, Sonia Gandhi confirmó el 6 de febrero de 2009 que Manmohan Singh sería el candidato a primer ministro de la UPA al escribirlo en la revista del partido del Congreso Sandesh. Esta fue la primera vez en la historia de las elecciones indias que el partido del Congreso había declarado su candidato a primer ministro antes de las elecciones.
La Alianza Democrática Nacional (NDA) fue la primera gran coalición nacional formada por un partido nacional apoyado por varios partidos regionales. Se formó después de las elecciones generales de 1998 y la NDA formó el Gobierno dirigido por Atal Bihari Vajpayee del BJP. El gobierno se derrumbó unos meses después, pero la NDA volvió al poder después de las elecciones generales de 1999 y esta vez el gobierno dirigido por Vajpayee completó su mandato completo de 1999 a 2004. Debido a la naturaleza volátil de las coaliciones, la NDA ganó 181 escaños después de las elecciones de 2004, pero debido a que los partidos cambiaron de alianza, antes de las elecciones de 2009 tenían 142 escaños.
El principal partido de la oposición, BJP, y sus socios de la coalición NDA anunciaron el 11 de diciembre de 2007 (más de un año antes de las elecciones) que su candidato a primer ministro sería el líder del partido BJP Advani, líder de la oposición en el momento. El 23 de enero de 2008, líderes del BJP y otros partidos de la NDA se reunieron en la capital para elegirlo oficialmente como su candidato a las elecciones.
El CPI (M) lideró la formación del Tercer Frente para las elecciones de 2009. Este frente era básicamente una colección de partidos políticos regionales que no estaban ni en la UPA ni en la NDA. La mayoría de los constituyentes de este Tercer Frente eran los que formaban parte de la Alianza Progresista Unida (UPA). El Partido Samajwadi, Rashtriya Janata Dal y el Partido Lok Janshakti no lograron llegar a acuerdos para compartir escaños con el Congreso y decidieron formar un Cuarto Frente, con la esperanza de convertirse en hacedores de reyes tras las elecciones. A pesar de anunciar este frente, los partidos constituyentes continuaron manifestando su apoyo a la UPA

## Campaña
El partido del Congreso compró los derechos de la banda sonora ganadora del Oscar "Jai Ho" de la película Slumdog Millionaire, que fue utilizada como melodía oficial de campaña por el partido. El título de la canción "Jai Ho" se traduce como Que haya victoria, y el Congreso esperaba que la canción popular galvanizara a las masas durante la temporada electoral de casi un mes.
El 24 de marzo de 2009, la presidenta del Congreso, Sonia Gandhi, publicó el manifiesto del partido para las elecciones de 2009. El manifiesto destacó todos los logros del gobierno de la UPA durante los últimos cinco años en el poder e identificó la mejora de varias políticas para favorecer a los sectores más rurales y desfavorecidos de la sociedad india.
La campaña del Congreso se metió en problemas cuando la Comisión Electoral se opuso a un anuncio de página completa sobre los Juegos de la Commonwealth de 2010 publicado en los principales periódicos de Delhi. La CE notificó al Ministerio de Asuntos de la Juventud y Deportes, al Secretario del Gabinete y al Secretario en Jefe de Delhi, indicando que el anuncio era una clara violación del código modelo de conducta, ya que enumeraba los logros del Gobierno de la UPA. La CE también ha pedido a los infractores que paguen de sus propios bolsillos.
Para contrarrestar la selección del Congreso de "Jai Ho" como su himno oficial, el BJP acuñó la frase Kushal Neta.
El 3 de abril de 2009, BJP publicó su manifiesto electoral en Nueva Delhi. El partido se estaba enfrentando al actual Gobierno de la UPA en los tres frentes de Buen Gobierno, Desarrollo y Seguridad. El manifiesto destacó todas las diferentes políticas de NDA que la UPA revirtió durante los últimos cinco años. El manifiesto atribuía mucha importancia a exigir leyes antiterroristas sólidas, similares a las de la POTA, y prometió hacer de la India un lugar más seguro si se elige al BJP. El texto completo del manifiesto está disponible en el sitio web del BJP.
La campaña del BJP enfrentó su mayor controversia cuando la CE ordenó al Magistrado de Distrito de Pilibhit que presentara una causa penal contra el candidato del BJP, Varun Gandhi, por su discurso supuestamente incendiario contra las comunidades minoritarias pronunciado el 7 de marzo de 2009. Esta decisión se tomó después de que las CE hubieran enviado anteriormente una notificación [42] a Varun Gandhi y al BJP. Después de revisar el incidente, la CE encontró a Varun Gandhi culpable de violar el código modelo de conducta al crear un sentimiento de enemistad y odio entre diferentes comunidades y emitió una recomendación al BJP para que lo excluyera de su lista de candidatos. Sin embargo, el BJP apoyó a Varun y se negó a dejarlo como candidato.
El Partido Comunista de la India (marxista) (CPI (M)) formó un Tercer Frente. El Tercer Frente trató de impugnar las elecciones, con la esperanza de crear un gobierno que no fuera del BJP ni del Congreso, atrayendo a muchos partidos locales y regionales, que alguna vez estuvieron con las otras dos alianzas. El Tercer Frente entró en la alianza con 83 parlamentarios, y varias encuestas realizadas antes de las elecciones proyectaban que la alianza obtendría más de 100 escaños. El CPI (M) creó un sitio web de campaña que aloja la información de su campaña para atraer simpatizantes entre el público internauta para que voten por el partido.
Durante esta elección, los partidos políticos utilizaron la tecnología de formas innovadoras para llegar a los votantes. Aunque se habían utilizado SMS durante elecciones anteriores, los partidos políticos se habían dado cuenta de que los votantes rurales y analfabetos que forman la mayoría no sabían leer. Los políticos jóvenes y expertos en tecnología se dieron cuenta rápidamente de que la voz era la forma de llegar a la comunidad rural, ya que podían hablar su idioma. Esto resultó ser muy interesante ya que dos empresas de voz de la India, TringMe y VoiceHawk, desempeñaron un papel fundamental para llegar a los mil millones de personas de la India.